# Гаджинский, Джамо-бек Сулейман оглы
Джамо-бек Сулейман оглы Гаджинский  (азерб. Camo bəy Süleyman oğlu Hacınski; 14 июня 1888, Губа, Бакинская губерния — 1942, Вятлаг, Кировская область) — азербайджанский государственный и общественный деятель. Государственный контролёр 1-го кабинета министров АДР, министр почты и телеграфа 4-го кабинета министров. Член парламента Азербайджанской Демократической Республики (1918—1920). Входил во фракцию «Социалисты».

## Биография
Родился 14 июня 1888 года в городе Губа. Младший брат Мехти-бека Гаджинского.
С 1907 года являлся корреспондентом газеты «Каспий».
С 1909 по 1911 годы учился на экономическом отделении Санкт-Петербургского политехнического института. В 1912 году окончил юридический факультет Санкт-Петербургского Императорского университета. После возвращения на родину входил в состав Закавказского комиссариата. Был членом Закавказского сейма, законодательного органа Закавказья и членом Национального совета Азербайджана.
28 мая 1918 года в числе других членов Национального совета подписал Декларацию независимости Азербайджана.
Джамо бек Гаджинский также сыграл большую роль в развитии азербайджанского искусства тех годов.
После установления советской власти работал в аппарате народного комиссариата юстиции Азербайджанской ССР.

### Арест. Гибель
В течение июня—августа 1922 года в Москве проходил судебный процесс над правыми эсерами. 1—9 декабря 1922 года в Баку состоялся суд над местными эсерами. Всего к суду были привлечены 32 человека (21 эсер, 4 члена Азербайджанской партии эсеров «Халгчи», 6 беспартийных и 1 монархист). Среди них был и Джамо Сулейман-бек-оглы (Гаджинский), являвшийся бывшим членом эсеровской партии «Халгчи», которая самораспустилась в 1921 году. Они обвинялись в «поджоге нефтяных промыслов в Сураханы».

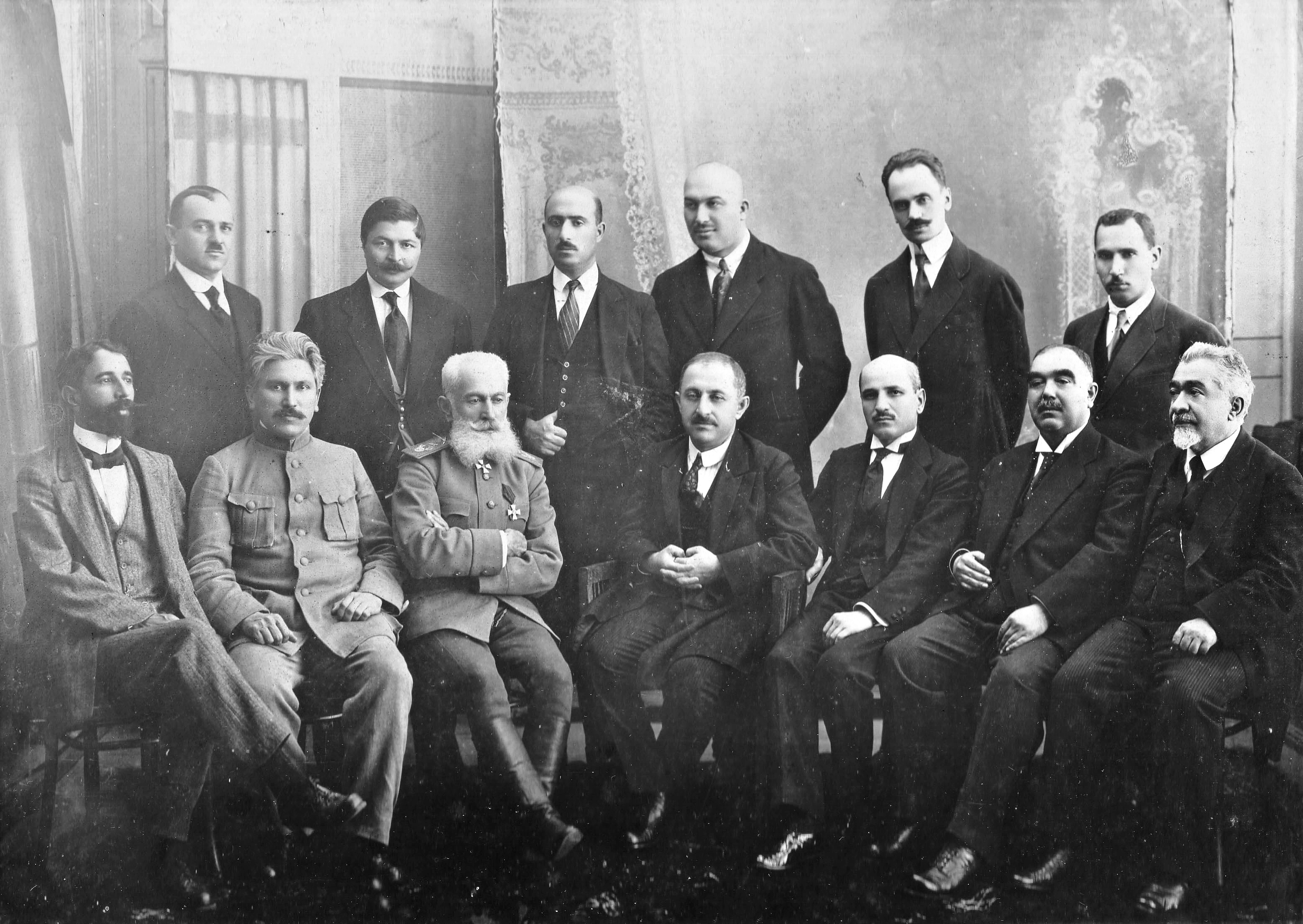
Джамо бек Гаджинский в составе кабинета министров АДР. Декабрь 1919. Слева направо:
сидят: А. Сафикурдский, Х. Мелик-Асланов, С. Мехмандаров, Н. Усуббеков, М. Ю. Джафаров, А. Гасанов и А. Н. Достаков;
стоят: X. Амаспюр, Р. З. Капланов, А. Аминов, Дж. Гаджинский, В. В. Кленовский, Н. Нариманбеков.

Некоторым подсудимым были предъявлены дополнительно отдельные обвинения. Их дело слушалось в Верховном революционном трибунале Азербайджанской ССР в составе Полуяна (председатель), Бабаева, Романова и Аскерова (запасной член). На процессе выступило 2 обвинителя (Васильев и Велибеков) и 6 защитников (Пиник, Ханакарян, Амиров, Гепштейн, Бляхин и Тимков). По итогам судебного процесса трибунал вынес разные приговоры, от оправдательного и до смертной казни. Гаджинский был приговорён к 3 годам тюремного заключения.
Был направлен в Соловецкий лагерь особого назначения. В 1928 году был освобождён, но спустя 10 лет, в 1938 году был вновь арестован в городе Баку. После многих ссылок Джамо бек Гаджинский скончался в исправительно-трудовом лагере Вятлаг в 1942 году.